# Milburn (Band)

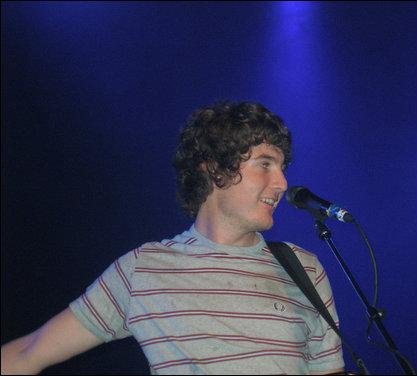
Joe Carnall

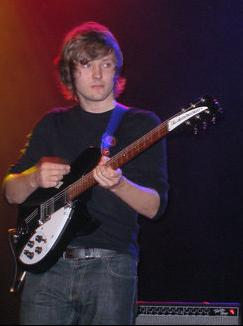
Tom Rowley

Milburn ist eine Indie-Rockband aus Sheffield, England. Sie setzt sich aus den Bandmitgliedern Joe Carnall, Louis Carnall, Tom Rowley und Joe Green zusammen. Nachdem sich die Band im Jahr 2001 formiert hat, gaben sie 2008 ihre Trennung bekannt. Im Jahr 2016 fand eine Wiedervereinigung statt.

## Geschichte

### Gründung
Bereits vor der Gründung Milburns kannten sich die späteren Bandmitglieder durch deren gemeinsamen Mitgliedschaft in dem Sheffielder Fußballverein Ecclesfield Red Rose. Joe Green fing an Schlagzeug zu spielen und sowohl Tom Rowley als auch Louis Carnall lernten das Gitarre Spielen. Die drei trafen daraufhin die Entscheidung, eine Band zu gründen. Sie wollten sich hierbei zunächst darauf beschränken, Lieder ihrer Lieblingsbands nachzuspielen. Da der Band noch ein Sänger und Bassist fehlte, überredeten sie den jüngeren Bruder Louis Carnalls, Joe, der Band beizutreten.
Milburn benutzte in ihrer Anfangszeit das Haus von Joe Greens Großmutter als Proberaum. Sie begannen anschließend, kleinere Auftritte vor Freunden zu spielen.
Der Bandname leitet sich aus einer Wette mit einem Freund ab, dessen Nachname Milburn war.

### Erste Erfolge und Debütalbum (2001–2006)
Im Jahr 2001 nahm die Band ihr erstes Demo mit dem Titel Steel Town auf. Diese wurde nach Auftritten an jeden gegeben, der sich für ihre Musik interessierte. Die Demo beinhaltete die drei Tracks Steel Town, High & Dry und Tommy. Das Cover bestand aus einem Schriftzug des Bandnamens, der vor den Farben Blau und Weiß angebracht war. Mit den Farben nahmen sie Bezug auf ihren Lieblingsfußballverein Sheffield Wednesday.
2002 gelang es Milburn zweimal, The Boardwalk in Sheffield auszuverkaufen. Weitere Auftritte fanden in The Cavern Club in Liverpool, The Garage in London sowie The Leadmill in Sheffield im Rahmen ihrer Unterstützung für die Bands Laika Dog und Cosmic Rough Riders statt.
Auch unterstützen sie das Bekanntwerden der ebenfalls aus Sheffield stammenden Band Arctic Monkeys, indem sie sie als Vorband bei ihren eigenen Auftritten spielen ließen. 2005 unterstützen sie zudem die Arctic Monkeys auf deren Tour.
Nachdem Milburn die beiden Singles Lipstick Lickin und Showroom unter ihrem eigenen Label Free Construction veröffentlichten, unterschrieben sie 2006 einen Plattenvertrag bei Mercury Records. Mit ihrer Debütsingle für Mercury, Send in the Boys, erreichten sie Platz 22 in den offiziellen UK Charts im April 2006. Ihr Debütalbum Well Well Well, welches im Oktober 2006 veröffentlicht wurde, erreicht Platz 32 der offiziellen UK-Albumcharts.

### Zweites AlbumThese Are the Facts(2007–2008)
Im September 2007 veröffentlichte Milburn ihr zweites Album These Are the Facts. Dem ging die erste Singleauskopplung des Albums What Will You Do (When the Money Goes)? voraus. Bei einem Auftritt innerhalb der November-Tour musste ein Konzert in Manchester abgebrochen werden. Die Sicherheitsvorkehrungen waren nicht ausreichend, sodass es Fans gelangt, unkontrolliert auf die Bühne zu stürmen.

### Auflösung (2008)
Am 28. März 2008 gab Milburn bekannt, die Band aufzulösen. Sie verlautete, dass es keinen größeren Streit zwischen Bandmitgliedern gab und man sich als Freunde trennt. Als Grund für die Trennung wurde angegeben, dass man sich auf neue Projekte konzentrieren wolle. Milburn spielte im Mai 2008 noch zwei Abschiedskonzerte in Glasgow und Sheffield. Zusätzlich wurden die beiden Lieder The District Line und Stay at Home veröffentlicht, die im Rahmen von These Are the Facts aufgenommen, jedoch bis dato nicht veröffentlicht wurden.

### Wiedervereinigungskonzerte und drittes Album (ab 2016)
Die ehemaligen Bandmitglieder entschieden sich, vier Konzerte im April 2016 abzuhalten, um das zehnjährige Jubiläum der Veröffentlichung von Well Well Well zu feiern. Die Shows waren binnen weniger Minuten ausverkauft, sodass man sich entschloss, eine UK-Tour im Herbst 2016 zu veranstalten. Auf dieser Tour wollte man den Fans neue Songs präsentieren, was später zu der Veröffentlichung der Midnight Control und Forming of a Fate führte,. Die Lieder wurden in Liverpool von Bill Ryder-Jones produziert.
Nachdem auch die UK-Tour ein Erfolg für die Band war, gab sie im Dezember 2016 via Facebook bekannt, dass im Juni 2017 ihr drittes Album erscheinen wird. Zusätzlich wurde das Lied Keep Me in Mind veröffentlicht.

## Nebenprojekte
Zwischen der Auflösung Milburns 2008 und der Neugründung 2016 gingen die Mitglieder Milburns anderen musikalischen Projekten nach. Louis Carnall war zwischenzeitlich zusammen mit dem ehemaligen Arctic Monkeys Bassisten Andy Nicholson und Steve Edwards Mitglied von Lords of Flatbush.
Tom Rowley und Joe Green gründeten The Backhanded Compliments, welche sie später in Dead Sons umbenannten. Im Januar 2009 schloss sich Tom Rowley der Sheffielder Band Reverend and the Makers an. Zugunsten der Dead Sons zog er sich hieraus jedoch nach und nach zurück. 2013 begleitete er die Arctic Monkeys als Tourmitglied.
2009 gründete Joe Carnall seine eigene Band mit Ex-Arctic-Monkey Bassist Andy Nicholson, welche sie Joe Carnall and the Book Club nannten. Im Januar 2012 schloss sich auch Joe Carnall Reverand and the Makers an. Zusätzlich trat er des Öfteren als The Joe Carnall and & Friends show auf. Hierbei spielte er mit Mitgliedern aus befreundeten Bands wie The Book Club, Milburn und Reverend and The Makers meist akustische Versionen alter Lieder.

## Diskografie

### Alben
- Well Well Well (2006) Mercury Records
- These Are the Facts (2007) Mercury Records
- Time (2017) Count To Ten Records

### EPs
- Steel Town (2001)
- On Top of the World (2002)
- Along Comes Mary (2003)
- Milburn (Mai 2005) (im Oktober 2005 wiederveröffentlicht) Free Construction
- Send in the Boys (2006) (nur in Japan veröffentlicht) Mercury Records

### Singles
- Send in the Boys (2006) Mercury Records
- Cheshire Cat Smile (2006) Mercury Records
- What You Could’ve Won (2006) Mercury Records
- What Will You Do (When the Money Goes)? (2007) Mercury Records
- Midnight Control/Forming of a Fate (2016) VAM Records/Warners